# Temurxo'ja Abduxoliqov
Temurxo'ja Abduxoliqov, uzbeški nogometaš, * 25. september 1991. 
Abduxoliqov je nogometni napadalec, od leta 2020 član Lokomotiva Taškent in od leta 2012 uzbekistanske reprezentance. 